# Southern All Stars
Southern All Stars (jap. サザンオールスターズ Sazan Ōrusutaazu) – japoński zespół pop-rockowy założony w 1978 roku w Kanagawie. Jest jednym z zespołów z największą liczbą sprzedanych albumów w Japonii. Łączny nakład ze sprzedaży ich płyt szacowany jest na 47 milionów egzemplarzy. W 2003 roku japoński dziennik informacyjny HMV sklasyfikował ich na 1. miejscu 100 najwybitniejszych artystów muzycznych w Japonii.

## Wybrana dyskografia

### Albumy studyjne
Wydane w latach 1978–2015
- 1978: Atsui munasawagi (jap. 熱い胸さわぎ)
- 1979: 10 Numbers Carat (jap. 10ナンバーズ・からっと)
- 1980: Tiny Bubbles (jap. タイニイ・バブルス)
- 1981: Stereo taiyō-zoku (jap. ステレオ太陽族)
- 1982: NUDE MAN
- 1983: Kirei (jap. 綺麗)
- 1984: Ninkimono de ikō (jap. 人気者で行こう)
- 1985: Kamakura
- 1990: Southern All Stars
- 1992: Yo ni manyō no hana ga sakunari (jap. 世に万葉の花が咲くなり)
- 1996: Young Love
- 1998: Sakura (jap. さくら)
- 2005: Killer Street (jap. キラーストリート)
- 2015: Budō (jap. 葡萄)

## Skład

### Obecni członkowie
- Keisuke Kuwata – wokal, gitara[1]
- Kazuyuki Sekiguchi – gitara basowa[1]
- Yūko Hara – wokal, keyboard[1]
- Hiroshi Matsuda – instrumenty perkusyjne[1]
- Hideyuki „Kegani” Nozawa – perkusja[1]

### Byli członkowie
- Takashi Omori – perkusja (1978–2001)[1]